# 保罗·克洛岱尔广场

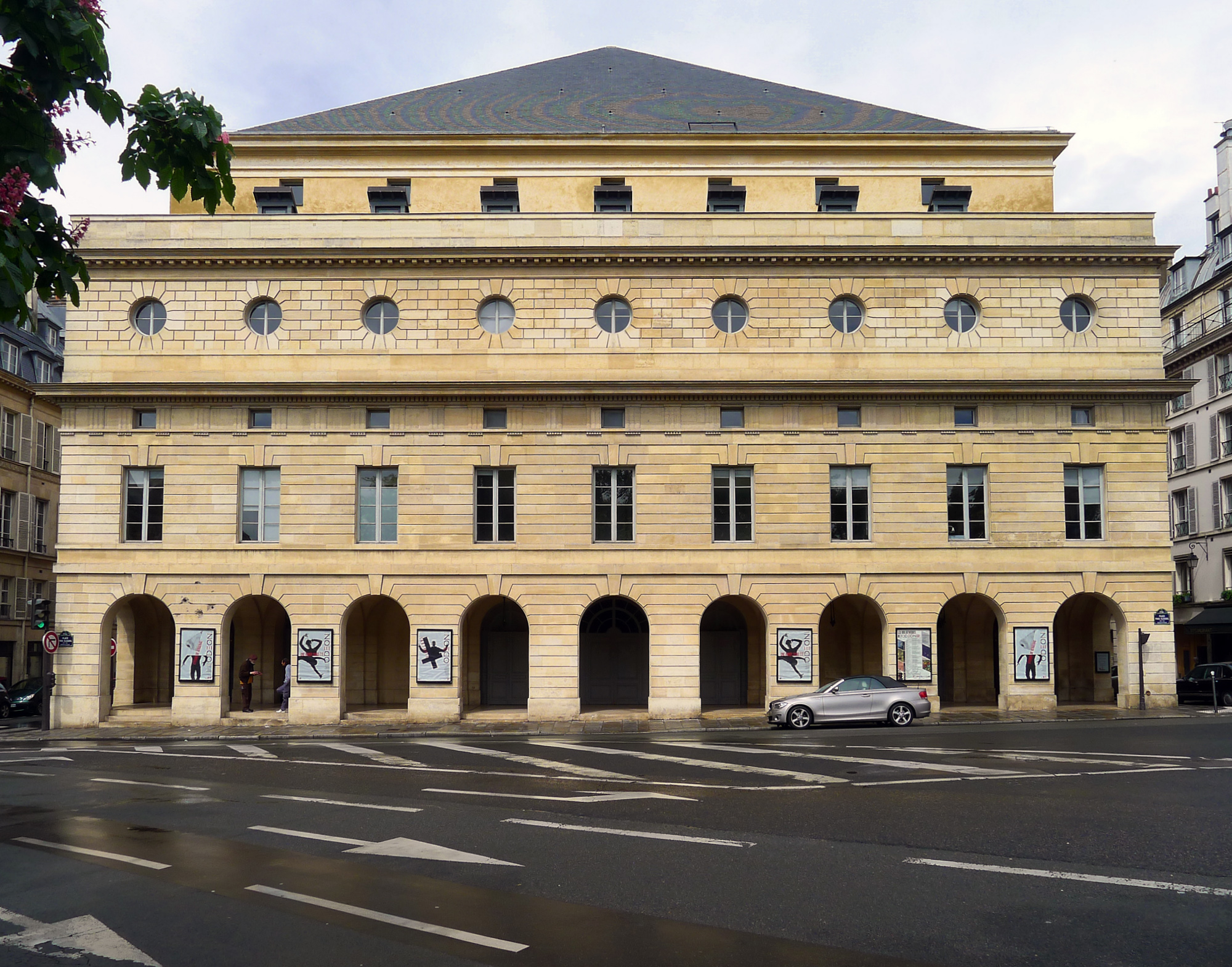

保罗·克洛岱尔广场（Place Paul-Claudel）是巴黎第六区的一个广场，位于卢森堡公园与奥德翁剧院之间。美第奇路（Rue de Médicis）、沃日拉尔路（Rue de Vaugirard）、高乃依路（Rue Corneille）、rue Rotrou交汇于此。

## 名称
保罗·克洛岱尔广场得名于法国作家、外交官保罗·克洛岱尔 (1868-1955)。

## 历史
保罗·克洛岱尔广场原名 Parties des rues sus-citées，1965年4月23日改为现名。

## 建筑
- 北侧：奥德翁剧院
- 南侧：卢森堡公园